# Mic dicționar enciclopedic
Micul dicționar enciclopedic este o lucrare enciclopedică într-un singur volum apărută la Editura Enciclopedică Română în anul 1972.

## Conținut
Micul dicționar enciclopedic conține, în aproape 1800 de pagini, 77.000 articole, o listă cu locuțiuni și expresii celebre străine, 4.500 ilustrații, 200 hărți și 100 planșe. Articolele sunt separate în două secțiuni.
Prima parte a lucrării, consacrată lexicului curent al limbii române, cuprinde, alături de vocabularul comun, noțiunile fundamentale din toate domeniile și disciplinele de specialitate cu numeroase date și elemente de informație enciclopedică.
Partea a doua a dicționarului este rezervată numelor proprii (personalități, denumiri geografice, evenimente și localități istorice, monumente de cultură și de artă, instituții și organizații, publicații periodice, nume mitologice, de aștri etc.).

Autori ai Micului dicționar enciclopedic
Pagina cu autorii coordonatori ai Micului dicționar enciclopedic ediția 1972.
Prima pagină cu lista autorilor colaboratori ai Micului dicționar enciclopedic ediția 1972.
A doua pagină cu lista autorilor colaboratori ai Micului dicționar enciclopedic ediția 1972.